# David Zink Yi
David Zink Yi (* 1973 in Lima, Peru) ist ein Künstler. Er arbeitet hauptsächlich mit Bildhauerei, Fotografie und Video. Sein Arbeits- und Lebensmittelpunkt liegt in Berlin.

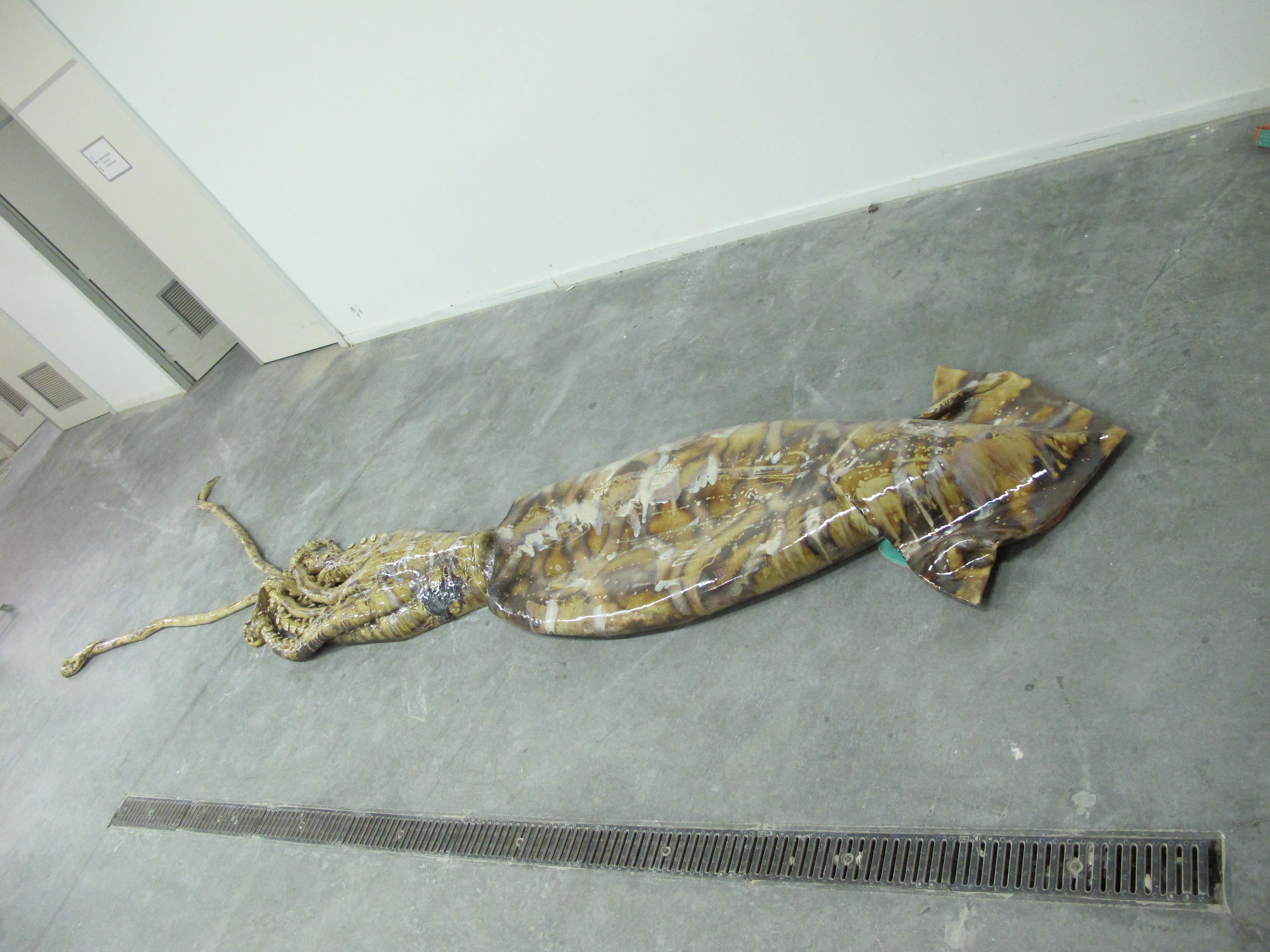
Ein Werk David Zink (2010)

## Leben
Yi studierte an der Universität der Künste Berlin in den Jahren 1998 bis 2002 und besuchte die Meisterschule Lothar Baumgarten 2002 bis 2003.
Gegenwärtig (2011) lebt und arbeitet Yi in Berlin. Er wird durch die Galerie Hauser & Wirth aus Zürich vertreten.

## Auszeichnungen
- 2004: Schmidt-Rottluff-Stipendium
- 2004: ars-viva-Preis
- 2004: MAK-Schindler-Stipendium
- 2008: Villa Massimo Stipendium in Rom

## Ausstellungen (Auswahl)
- 2013: Why Am I Here and not somewhere else - Independencia II, Kunstverein Braunschweig. Hauser und Wirth, Zürich.
- 2012: David Zink Yi, Neuer Berliner Kunstverein, Berlin, Katalog.
- 2011: Art Unlimited, Basel mit der tönernen Nachbildung eines Tintenfischs betitelt Untitled (Architeutis), ebenso auf der Dublin Contemporary 2011.
- 2009: Kunsthalle St. Gallen, Schweiz.
- 2008: Kunsthalle Düsseldorf, Düsseldorf, Preisträger des Schmidt-Rottluff-Stipendiums 2008.
- 2006: Galerie Johann König, Berlin Geschlossene Kurve, bei der für jeden Punkt die Summe der Entfernungen konstant ist. Auslassung insbesondere inmitten von etwas.
- 2006: Museum Ludwig, Köln, Independencia I.
- 2005: Kunstraum Innsbruck, Innsbruck, Tirol, Österreich Der soziographische Blick 12. David Zink Yi.
- 2004: Künstlerhaus Bremen, Bremen Alrededor del dosel/Umgehen der Baumkronen.

Gruppenausstellungen
- 2010: Fondation Musée d’Art Moderne Grand-Duc Jean, Luxemburg Brave New World.
- 2009: Kunsthalle Tübingen, Tübingen Der innere lick - Das interieur in der zeitgenössischen Kunst.
- 2008: Galerie für Zeitgenössische Kunst, Leipzig Gedichte der Fakten-Arbeiten aus der Sammlung Arend und Brigitte Oetker.
- 2007: Kestnergesellschaft/Sprengel-Museum, Hannover Made in Germany
- 2006: Les Abattoirs, FRAC-Fonds régional d'art contemporain Midi-Pyrénées, Toulouse, Frankreich Le printemps de septembre
- 2005: Bronx Museum of the Arts, Bronx, New York City, New York Irreducible: Contemporary Short Form Video
- 2004: Zachęta Narodowa Galeria Sztuki, Warschau, Polen Ars Viva 05/05 - Zeit.
- 2003: Frankfurter Kunstverein, Frankfurt am Main Nation.
- 2001: Sammlung Falckenberg, Hamburg.
- 2000: Akademie der Künste, Berlin.
- 1999: Galerie Ackersstrasse, Berlin.